# Juan de Ortega
Pour les articles homonymes, voir Ortega.
Juan de Ortega ou de Hortega, né en 1480 à Palencia et mort en 1568, est un mathématicien espagnol.
Dominicain, Ortega, vécut comme professeur de mathématiques commerciales en Aragon. Il enseigna également en Italie.
Une œuvre de sa main, le Tractado subtilisimo d'arithmetica y de geometria, publié en 1512 à Barcelone, donne dans sa seconde partie une méthode sophistiquée d'extraction des racines carrées, préfigurant l'équation de Pell-Fermat. Son traité fut publié à Rome en 1515, à Messine en 1522 et à Séville en 1552. Sa méthode eut comme disciple Nicolas Chuquet.
Il utilisa pour l'addition (éd. de 1552 et 1563) un symbole « + » proche d'une croix pattée, ou d'une croix de Malte, suivi par de rares mathématiciens comme Wilhelm Klebitz (1565), Adrien Romain (1593) et René Descartes (1637), ou encore Marino Ghetaldi (1630).

## Œuvre
- (la) Juan de Ortega, Suma de Arithmetica : Geometria pratica Utilissima…, Etienne Guillery, 1515 (lire en ligne)